# 沼津ラクーンよしもと劇場
沼津ラクーンよしもと劇場（ぬまづラクーンよしもとげきじょう）とは、静岡県沼津市にある吉本興業の常設劇場。浜友A.L.が所有する商業施設「沼津RAKUUN」の4階に入居している。

## 概要
- 所在地：静岡県沼津市大手町3丁目4番1号　沼津RAKUUN 4階
- 最寄駅：JR沼津駅
- 2014年7月7日から公演開始[1]

## 劇場の特徴
静岡県初の吉本興業の常設劇場であり、静岡県住みます芸人である富士彦、さこリッチ、ぬまんづを中心として公演を行っている。

### 座席構成
- 席数は151席。A列からL列まである。

### ロビー

#### 受付
- 事前応募や当日券を受け付けるコーナーがある。差し入れなどの受付は行っていない。

#### グッズ売り場
- ロビーにはグッズ売り場があり、芸人グッズが販売されている。